# Vivian Joseph
Vivian Joseph (* 7. März 1948 in Chicago, Illinois) ist eine ehemalige US-amerikanische Eiskunstläuferin, die im Paarlauf startete.
Zusammen mit ihrem älteren Bruder Ronald Joseph wurde sie 1965 US-Meister im Paarlauf. Das Paar nahm von 1963 bis 1965 an Weltmeisterschaften teil. 1963 wurden sie Achte, 1964 Vierte und 1965 in Colorado Springs gewannen sie die Silbermedaille hinter Ljudmila Beloussowa und Oleg Protopopow aus der Sowjetunion. Bei den Olympischen Spielen 1964 in Innsbruck verfehlten sie als Vierte äußerst knapp die Bronzemedaille, die an die Kanadier Debbi Wilkes und Guy Revell ging. 1966 wurden die Silbermedaillengewinner dieser Olympischen Spiele, Marika Kilius und Hans-Jürgen Bäumler, aufgrund der Unterzeichnung eines Profivertrags vor den Winterspielen vom Internationalen Olympischen Komitee disqualifiziert. Daraufhin wurde den Josephs die Bronzemedaille überreicht. 1987 wurden Kilius und Bäumler vom IOC jedoch vollständig rehabilitiert.

## Ergebnisse

### Paarlauf
(mit Ronald Joseph)
| Wettbewerb / Jahr                | 1962 | 1963 | 1964 | 1965 |
| -------------------------------- | ---- | ---- | ---- | ---- |
| Olympische Winterspiele          |      |      | 4.   |      |
| Weltmeisterschaften              |      | 8.   | 4.   | 2.   |
| US-amerikanische Meisterschaften | 3.   | 2.   | 2.   | 1.   |